# Marjolin (pomme de terre)
Pour les articles homonymes, voir Marjolin.

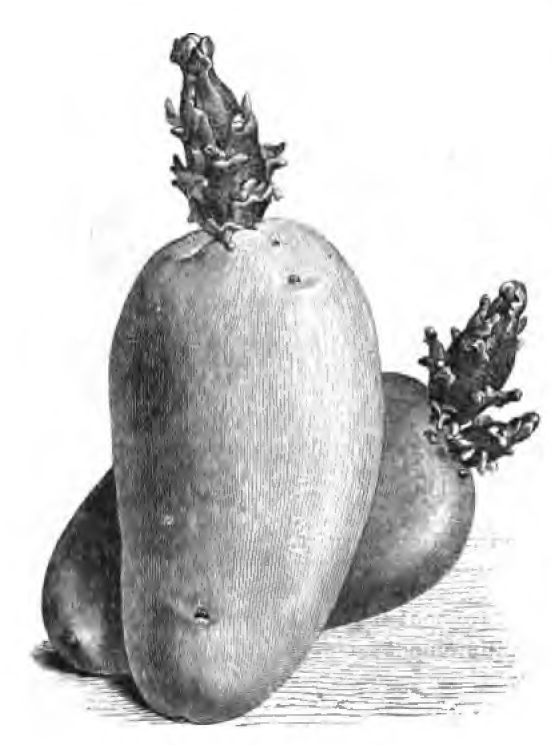
Marjolin, tubercules germés.

La Marjolin est une ancienne variété française de pommes de terre, d'origine britannique, d'ascendance génétique inconnue. Sélectionnée vers le début du XIXe siècle, cette variété hâtive fut cultivée en France jusqu'à la Seconde Guerre mondiale.